# Liste des directeurs généraux de la Caisse des dépôts et consignations
Cet article recense, par ordre chronologique, les hauts fonctionnaires de la France qui ont occupé le poste de directeur général de la Caisse des dépôts et consignations depuis sa création en 1816.

## Liste
| Décret de nomination       | Décret de nomination | Directeur général                      | Photo |
| -------------------------- | -------------------- | -------------------------------------- | ----- |
| 29 mai 1816                | [ Bull. 1 ]          | baron Antoine du Tremblay de Saint-Yon |       |
| 1er juillet 1818           | [ Bull. 2 ]          | baron Jules Pasquier                   |       |
| 3 avril 1848               |                      | Gilbert Guillemot                      |       |
| 27 novembre 1873           | [ JORF 1 ]           | Adrien Dufrayer                        |       |
| 27 mars 1888               | [ JORF 2 ]           | Henri Labeyrie                         |       |
| 11 novembre 1895           | [ JORF 3 ]           | Gustave Vuarnier                       |       |
| 31 mai 1898 ou 6 juin 1898 | [ JORF 4 ]           | Émile Boutin                           |       |
| 22 mai 1900                | [ JORF 5 ]           | Albert Delatour                        |       |
| 5 février 1925             | [ JORF 6 ]           | Jean Tannery                           |       |
| 2 janvier 1935             | [ JORF 7 ]           | Henri Deroy                            |       |
| 25 janvier 1945            | [ JORF 8 ]           | Jean Watteau                           |       |
| 4 décembre 1952            | [ JORF 9 ]           | François Bloch-Lainé                   |       |
| 12 juillet 1967            | [ JORF 10 ]          | Maurice Pérouse                        |       |
| 28 mai 1982                | [ JORF 11 ]          | Robert Lion                            |       |
| 4 décembre 1992            | [ JORF 12 ]          | Philippe Lagayette                     |       |
| 17 décembre 1997           | [ JORF 13 ]          | Daniel Lebègue                         |       |
| 19 décembre 2002           | [ JORF 14 ]          | Francis Mayer                          |       |
| 8 mars 2007                | [ JORF 15 ]          | Augustin de Romanet                    |       |
| 19 juillet 2012            | [ JORF 16 ]          | Jean-Pierre Jouyet                     |       |
| 21 mai 2014                | [ JORF 17 ]          | Pierre-René Lemas                      |       |
| 8 décembre 2017            | [ JORF 18 ]          | Éric Lombard                           |       |
| 24 décembre 2024           | [ JORF 19 ]          | Olivier Sichel (intérim)               |       |